# إدارة مستجمعات المياه

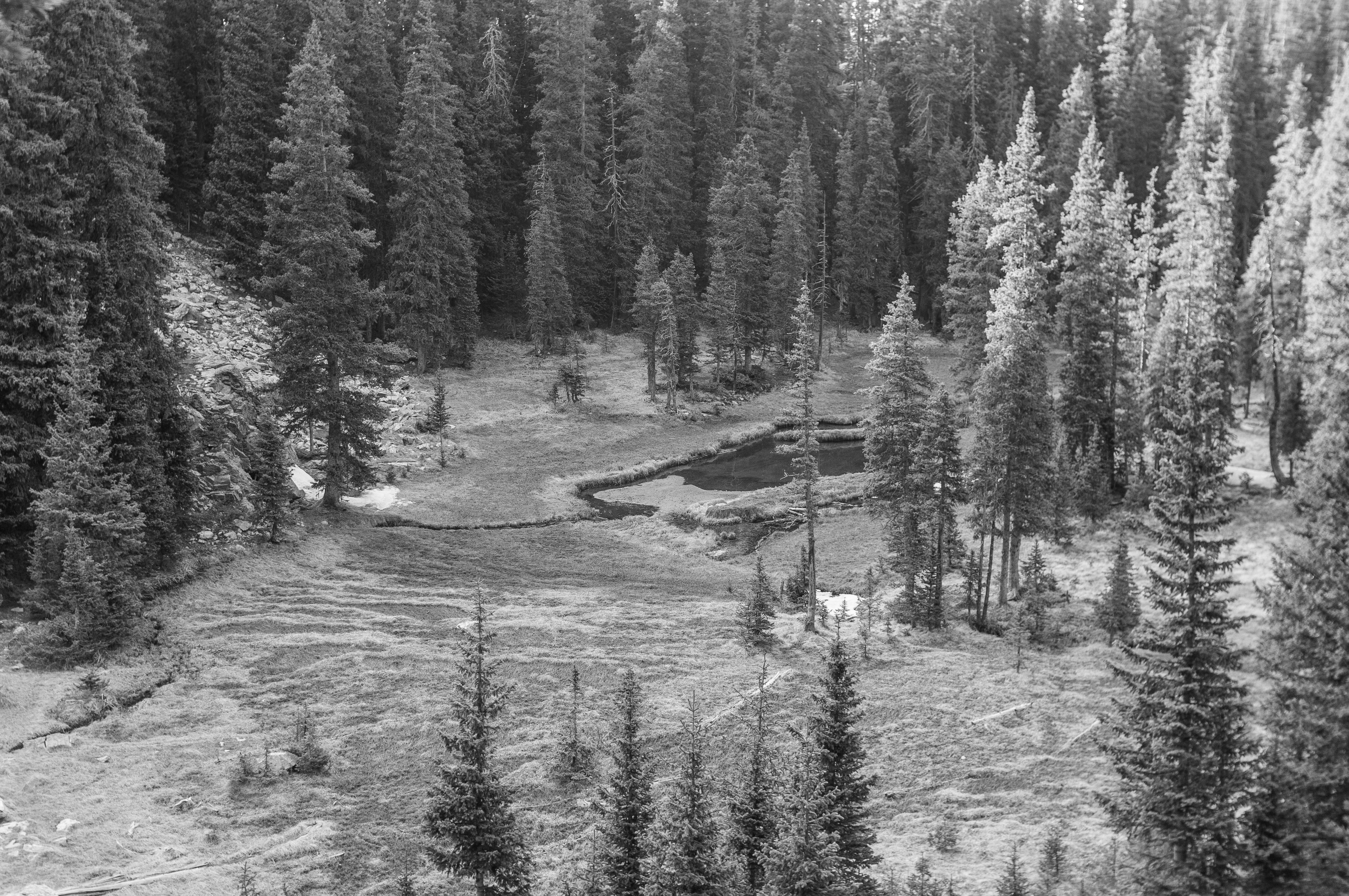
حوض الصرف من ديسبشن وبحيرة بيكس إلى بحيرة نامبي

إدارة مستجمعات المياه هي دراسة الخصائص ذات الصلة لمستجمعات المياه التي تهدف إلى التوزيع المستدام لمواردها وعملية وضع وتنفيذ خطط وبرامج ومشاريع لدعم وتعزيز وظائف مستجمعات المياه التي تؤثر على المجتمعات النباتية والحيوانية والبشرية داخل حدود مستجمعات المياه. سمات مستجمعات المياه التي تسعى الوكالات إلى إدارتها لتشمل إمدادات المياه، وجودة المياه، وتصريف المياه، والصرف السطحي، وحقوق المياه، والتخطيط العام لمستجمعات المياه واستخدامها. ويؤدي ملاك الأراضي، ووكالات استخدام الأراضي، وخبراء إدارة المياه العائم، والأخصائيون البيئيون، ومسحيو استخدام المياه، والمجتمعات المحلية جميعها دورا لا يتجزأ في إدارة مستجمعات المياه.

## مكافحة التلوث
وفي النظم الزراعية، تشمل الممارسات الشائعة استخدام الشرائط العازلة، والمجاري المائية المغطاة، وإعادة إنشاء الأراضي الرطبة، وأشكال الممارسات الزراعية المستدامة مثل حرث الحفظ، وتناوب المحاصيل، وتكاثر المحاصيل. وبعد تركيب بعض الممارسات، من المهم الرصد المستمر لهذه النظم لضمان عملها بشكل سليم من حيث تحسين نوعية البيئة.
وفي المناطق الحضرية، تشكل المناطق التي تدير المناطق لمنع فقدان التربة والسيطرة على تدفق المياه العائمة عددًا قليلا من المناطق التي تحظى بالاهتمام. وهناك عدد قليل من الممارسات التي تستخدم في إدارة المياه الرطبة قبل أن تصل إلى القناة هي برك الاحتفاظ، ونظم الترشيح والأراضي الرطبة. ومن المهم أن تُمنح مياه العواصف فرصة للتسلل حتى يمكن للتربة والغطاء النباتي أن يعملا «كمرشح» قبل أن تصل المياه إلى تيارات أو بحيرات قريبة. وفي حالة الوقاية من تآكل التربة، تشمل بعض الممارسات الشائعة استخدام الأسوار الصمغية، ونسيج المناظر الطبيعية مع بذور الحشائش والنباتات المائية. والهدف الرئيسي في جميع الحالات هو إبطاء حركة المياه لمنع نقل التربة.

## حكم
وقد أثار المنتدى العالمي الثاني للمياه الذي عقد في لاهاي في آذار/مارس 2000 بعض الخلافات التي فضحت الطابع المتعدد الأطراف وعدم التوازن في إدارة الطلب والعرض في المياه العذبة. ومع أن المنظمات المانحة، والمؤسسات الخاصة والحكومية التي يدعمها البنك الدولي، ترى أن المياه العذبة ينبغي أن تحكم كسلعة اقتصادية عن طريق التسعير المناسب، إلا أن المنظمات غير الحكومية رأت أن موارد المياه العذبة يجب أن يُنظر إليها على أنها منفعة اجتماعية. ويمكن استخدام مفهوم إدارة الشبكات حيث يشكل جميع أصحاب المصلحة شراكات ويتبادلون الأفكار طوعًا من أجل صياغة رؤية مشتركة لحل هذا الصدام في الآراء في إدارة المياه العذبة. كما أن تنفيذ أي رؤية مشتركة يمثل دورًا جديدًا للمنظمات غير الحكومية بسبب قدراتها الفريدة في تنسيق المجتمع المحلي، مما يجعلها شريكًا مهمًا في إدارة الشبكة.
وتستنسخ مستجمعات المياه هذه الأرض المتعددة الأطراف مع الصناعات الخاصة والمجتمعات المحلية التي يربطها مستجمع مائي مشترك. وعلى الرغم من أن هذه المجموعات تشترك في مجال إيكولوجي مشترك يمكن أن يتجاوز حدود الدولة، فإن مصالحها ومعارفها واستخدامها للموارد داخل مستجمعات المياه هي في معظمها غير متناسبة ومتباينة، مما يؤدي إلى أنشطة مجموعة معينة تؤثر سلبًا على مجموعات أخرى. ومن الأمثلة على ذلك تسمم خليج ميناماتا الذي حدث في الفترة من 1932 إلى 1968، مما أسفر عن مقتل أكثر من 1 784 فردًا وحدوث 1962 في نهر وابيغون. وعلاوة على ذلك، فبينما تتحول بعض المجموعات المطلعة من استغلال الموارد المائية بكفاءة إلى استخدام فعال، فإن تحقيق مكاسب صافية في إيكولوجيا مستجمعات المياه يمكن أن يضيع عندما تغتنم مجموعات أخرى الفرصة لاستغلال المزيد من الموارد. ويدعم هذا المفهوم أسلوب الإدارة المتكاملة للموارد الطبيعية المترابطة؛ ويتصدى بقوة للنظام المتكامل لإدارة الموارد المائية الذي اقترحته الشراكة العالمية للمياه.
علاوة على ذلك، فإن الحاجة إلى إنشاء شراكات بين المنظمات المانحة والمؤسسات الخاصة والحكومية وممثلي المجتمع مثل المنظمات غير الحكومية في مستجمعات المياه هي لتعزيز «المجتمع التنظيمي» بين أصحاب المصلحة. يفترض هذا نوعًا من الشراكة بين القطاعين العام والخاص، يشار إليها عادةً باسم الشراكة من النوع الثاني، التي تجمع بشكل أساسي أصحاب المصلحة الذين يتشاركون في نقطة تحول مشتركة في إطار طوعي وتبادل الأفكار ورؤية متفق عليها بشكل جماعي تهدف إلى منح المنافع المتبادلة لجميع أصحاب المصلحة. كما يشرح مفهوم حوكمة الشبكة، وهو «البديل الوحيد للعمل الجماعي»، مطالبة الحكومة بإعادة قياس دورها في صنع القرار والتعاون مع أصحاب المصلحة الآخرين على مستوى متكافئ وليس بطريقة إدارية أو هرمية.
تبنت العديد من الدول المشاطئة هذا المفهوم في إدارة الموارد الشحيحة بشكل متزايد لمستجمعات المياه. وتشمل هذه ولايات الراين التسع، مع رؤية مشتركة للسيطرة على التلوث، بحيرة تشاد وأحواض نهر النيل، والتي تتمثل رؤيتها المشتركة في ضمان الاستدامة البيئية. كشريك في الرؤية المشتركة، تبنت المنظمات غير الحكومية دورًا جديدًا في تفعيل تنفيذ سياسات إدارة مستجمعات المياه الإقليمية على المستوى المحلي. على سبيل المثال، يعد التنسيق المحلي الأساسي والتعليم من المجالات التي كانت فيها خدمات المنظمات غير الحكومية فعالة. وهذا يجعل المنظمات غير الحكومية «نواة» للإدارة الناجحة لمستجمعات المياه. في الآونة الأخيرة، تم استخدام تقنيات الذكاء الاصطناعي مثل الشبكات العصبية لمعالجة مشكلة إدارة مستجمعات المياه.

## القانون البيئي
غالبًا ما تفرض القوانين البيئية التخطيط والإجراءات التي تتخذها الوكالات لإدارة مستجمعات المياه. تتطلب بعض القوانين أن يتم التخطيط، والبعض الآخر يمكن استخدامه لجعل خطة قابلة للتنفيذ قانونًا والبعض الآخر يضع القواعد الأساسية لما يمكن وما لا يمكن القيام به في التنمية والتخطيط. معظم الدول والدول لديها قوانينها الخاصة فيما يتعلق بإدارة مستجمعات المياه.
يحق للمهتمين بحماية الموائل المائية المشاركة في القوانين وعمليات التخطيط التي تؤثر على الموائل المائية. من خلال وجود فهم واضح لمن يجب التحدث إليه وكيفية عرض قضية الحفاظ على نظافة مجاري المياه لدينا، يمكن أن يصبح أحد أفراد الجمهور مدافعًا فعالًا عن حماية مستجمعات المياه.

## انظرأيضًا
- حماية على مستوى مشهد بصري
- الإدارة المتكاملة للموارد المائية